# Action concept
action concept is een Duits stuntteam, annex stuntbedrijf en is gevestigd in Hürth. Ze voeren stunts uit voor televisieseries en films. Het bedrijf werd in 1992 opgericht door Hermann Joha.

## Prijzen
In 1996 wint action concept de Goldener Löwe, een televisieprijs van de Duitse zender RTL, in 2003 behaalt ze in Los Angeles de Taurus World Stunt Award voor de televisieserie Wild Angels in de categorie Beste actie in een buitenlandse film. Andere Taurus Awards behaalde ze in 2004, 2005 en2007.

## Televisieseries
- Alarm für Cobra 11 – Die Autobahnpolizei
- Der Clown
- Wild Angels
- The motorcycle Cops

## Films
- Death train
- Final Contact
- Shark attack in the Mediterranean
- The cop and the gang
- Maximum speed
- The trucker and the thief